# Joaquim von Oriola

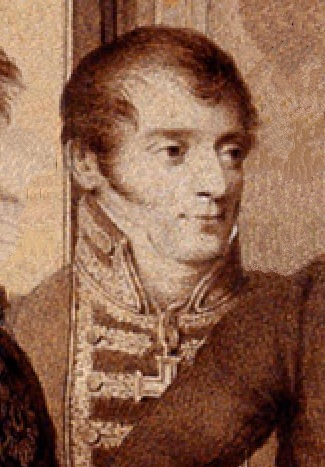
Joaquim Lobo da Silveira, Conde de Oriola (1814) (Bildausschnitt)

Joaquim von Oriola (als Joaquim José Lobo da Silveira; geboren 17. Mai 1772 in Alvito; gestorben 29. April 1846 in Reuden, Königreich Preußen) war ein portugiesischer Diplomat.

## Leben

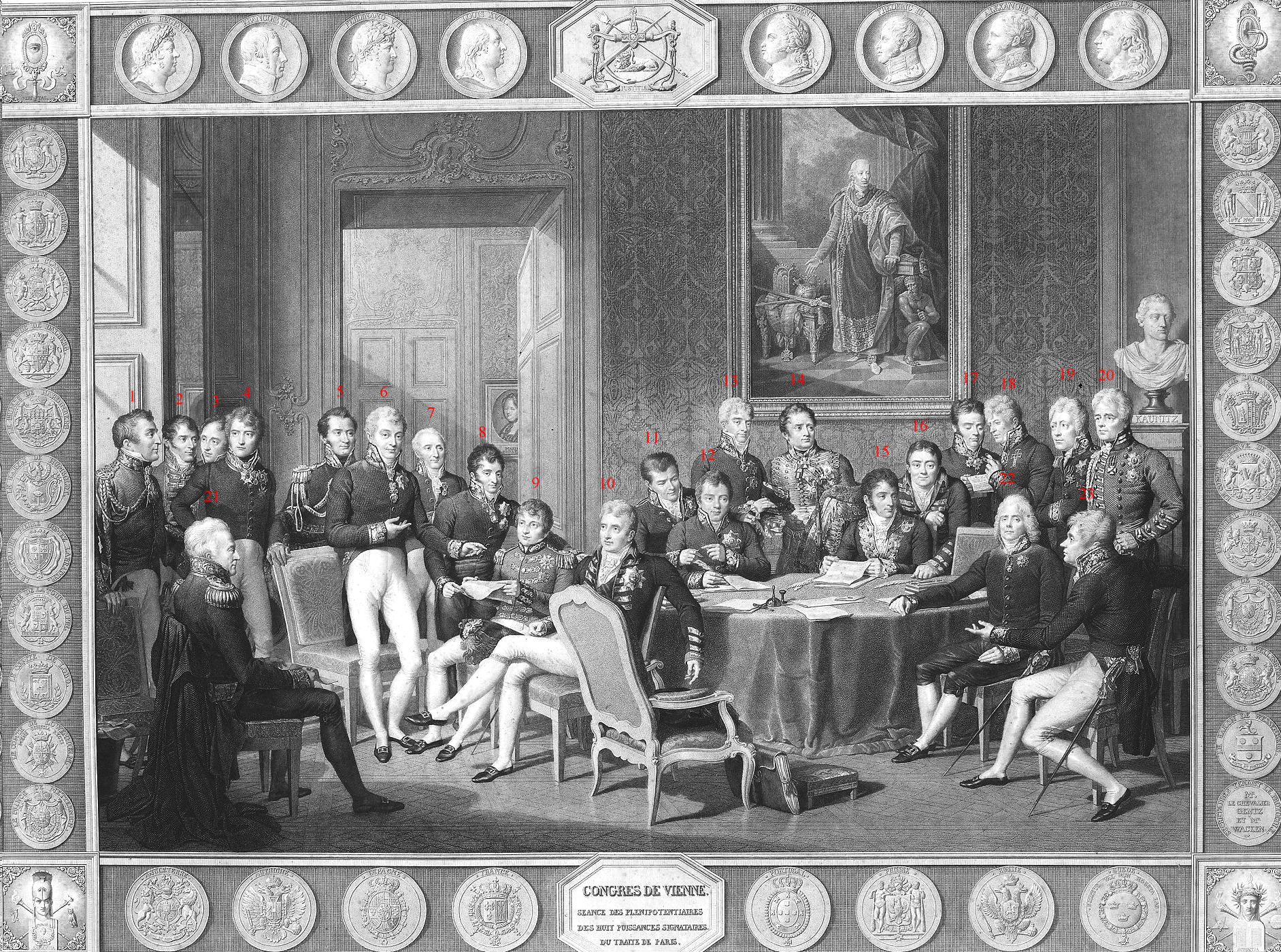
Die Gesandten beim Wiener Kongress 1814, Oriola zweiter von links (Kupferstich von Jean Godefroy nach einem Gemälde von Jean-Baptiste Isabey)

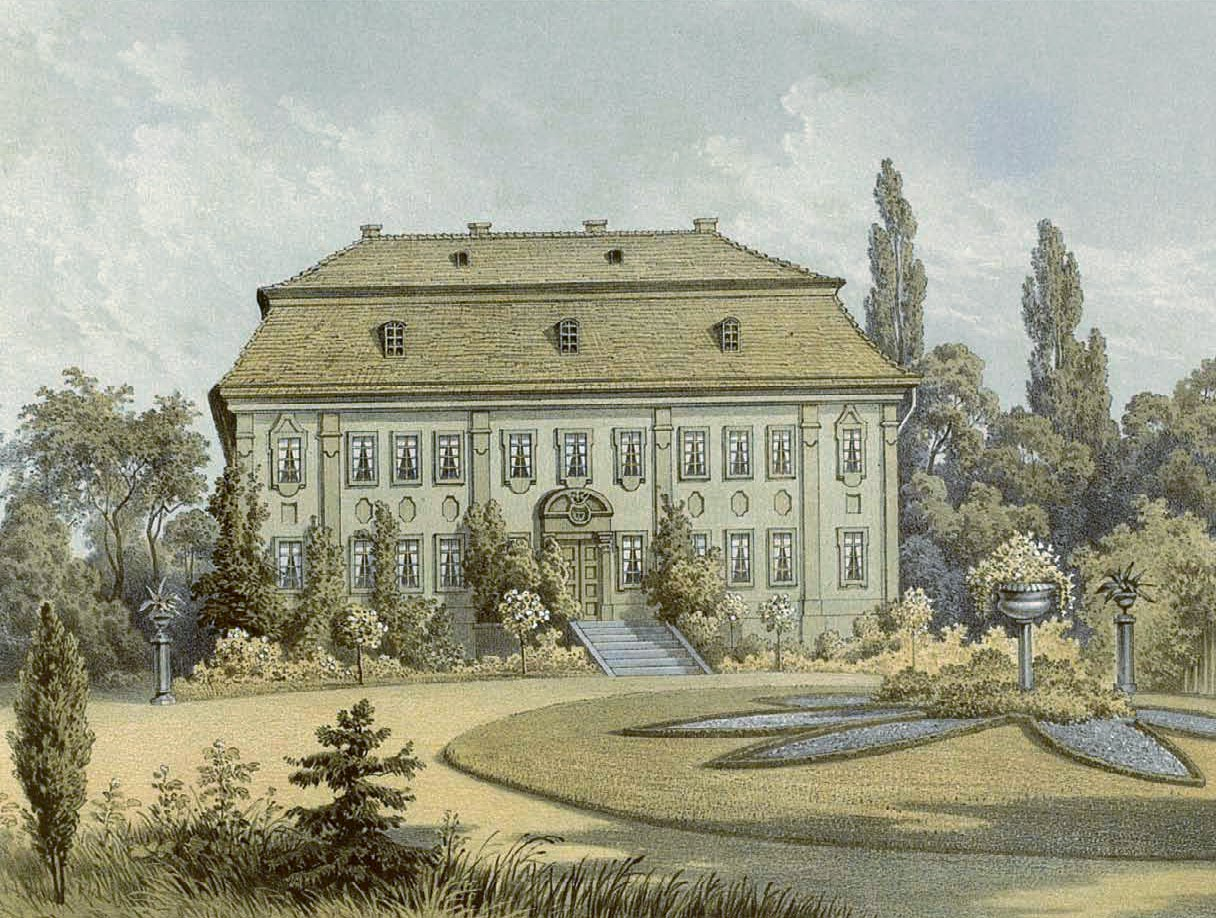
Rittergut Reuden (zeitgenössisch)

Joaquim José Lobo da Silveira stammte aus dem portugiesischen Hochadel. Seine Familie hielt seit 1475 den Baronstitel von Alvito, seit 1653 den Grafentitel von Oriola und seit 1776 den Markgrafentitel von Alvito. Lobo war eine Zeit lang als Gouverneur im portugiesischen Vizekönigreich Brasilien tätig. Er war während der Napoleonischen Kriege unter anderem 1809 als Gesandter in Stockholm eingesetzt. Lobo vertrat 1814/15 neben dem Außenminister António de Saldanha da Gama auf dem Wiener Kongress die portugiesischen Interessen. In Wien war er am 22. Januar 1815 einer der Unterzeichner eines portugiesisch-britischen Abkommens, das den Portugiesen den Sklavenhandel untersagte. Lobo wurde portugiesischer Gesandter am Preußischen Hof, ließ sich dann in Preußen naturalisieren und erhielt am 6. Juni 1822 vom preußischen König das Patent für den preußischen Grafenstand. Nach der Abdankung des Königs Miguel I. schied Joaquim 1834 aus dem portugiesischen diplomatischen Dienst aus und blieb in der preußischen Hauptstadt wohnen. Er erhielt den Titel eines preußischen Wirklichen Geheimen Rates und mit dem Erwerb des Ritterguts Reuden eines „Herrn auf Reuden“. 1805 wurde er zum korrespondierenden Mitglied der Göttinger Akademie der Wissenschaften gewählt. Somit wurde er Stifter der preußischen Grafen von Oriola.

### Familie
Lobo da Silveira war seit 1807 mit Sophia Amalie Murray (1787–1862) verheiratet, Tochter des vom schottischen Clan Murray abstammenden, schwedischen Biologen Johan Andreas Murray, der an der Universität Göttingen tätig gewesen war. Unter ihren Kindern waren:
- Fernando (* 19. November 1807; † 13. Januar 1842)
- Eduard (* 20. April 1809; † 20. Oktober 1862), preußischer Generalleutnant ⚭ Maximiliane von Arnim (1818–1894)
- Alphonse Heinrich (* 17. Juni 1812; † 3. Juni 1863) preußischer Diplomat.
- Deodat Joseph (* 14. Juni 1820; † 1. März 1873) ⚭ 10. November 1852 Gräfin Sophie zur Lippe-Weißenfeld (* 21. September 1827; † 30. April 1893)
- Luise (* 6. Mai 1824; † 8. Dezember 1899) Hofdame der Kaiserin Augusta
- Mathilde (* 3. Februar 1827; † 30. Mai 1889) ⚭ Karl von Werther (* 31. Januar 1809; † 8. Februar 1894), deutscher Diplomat, Sohn von Heinrich Wilhelm von Werther